# Nová Ves (Plzeň-jih)
Nová Ves é uma comuna checa localizada na região de Plzeň, distrito de Plzeň-jih.